# 아자 래스킨
아자 래스킨(Aza Raskin, 1984년 2월 1일 ~)은 Center for Humane Technology와 어스 스피시즈 프로젝트(Earth Species Project)의 공동 설립자이다. 그는 또한 작가, 기업가, 발명가이자 인터페이스 디자이너이다. 그는 애플의 매킨토시 프로젝트로 알려진 인간-컴퓨터 상호작용 전문가 제프 래스킨의 아들이다.
래스킨은 기술의 윤리적 사용을 옹호하며, 현대 기술이 일상생활과 사회에 미치는 영향에 대해 비판적인 입장을 취해왔다. 팟캐스트 Your Undivided Attention에서 래스킨은 트리스탄 해리스와 함께 정보 기술의 힘과 그것이 현대 사회에 미칠 수 있는 잠재적 위험에 대해 폭넓게 이야기했다.
래스킨은 르네 디레스타와 함께 쓴 기사의 제목이기도 한 "표현의 자유는 도달의 자유가 아니다(freedom of speech is not freedom of reach)"라는 문구를 만들었다. 이 문구는 이제 플랫폼 증폭과 표현의 자유가 미치는 대규모 영향을 언급하는 데 널리 사용된다. 예를 들어, 코미디언 사샤 배런 코언이 공개적으로 인용했으며, 전 트위터 CEO 잭 도시는 트위터의 정치 광고 금지 이유를 설명하는 데 사용했다.
래스킨은 아버지의 아키 프로젝트 작업을 계속했고, 모질라 랩스의 사용자 경험 책임자와 파이어폭스의 수석 디자이너로 일했으며, 여러 회사를 설립했다. 최근에는 가상 현실 프로젝트와 주밍 사용자 인터페이스(ZUI)에서 협력했다.

## 경력

### 개인 프로젝트
아자 래스킨은 10세 때 샌프란시스코 컴퓨터-인간 상호작용 특별 관심 그룹(SIGCHI) 지부 회의에서 아버지인 제프 래스킨과 함께 사용자 인터페이스에 대한 강연에 참여했다. 그는 시카고 대학교에서 수학과 물리학 학사 학위를 받았다.
2004년에 그는 아버지와 함께 래스킨 인간적 인터페이스 센터(Raskin Center for Humane Interfaces)에서 사용자 인터페이스 패러다임인 아키 소프트웨어 개발을 위해 일했다. 2005년 아버지의 사망 후, 그는 휴머나이즈드(Humanized)를 설립하여 아키 패러다임을 계속 연구하고 언어 기반의 서비스 지향 소프트웨어인 엔소(Enso)를 만들었다.
래스킨은 활발한 피싱 연구자로, 사용자가 알지 못하는 사이에 열린 브라우저 탭을 이용하여 피싱 사이트를 실행하는 탭내빙 공격을 발견한 것으로 가장 잘 알려져 있다.
그는 또한 형식 문법에서 미술을 생성하는 Algorithm Ink (Context Free 기반)와 같은 여러 작은 프로젝트를 가지고 있다.
와이어드 UK 매거진의 '영국 재부팅' 시리즈에서 래스킨은 반복적인 거버넌스를 옹호했으며, 잡지 표지에 실렸다. 그는 또한 새로운 인간 중심 컴퓨팅 방향에 대해 TED 강연을 했다.

### 모질라
2008년 래스킨을 포함한 Humanized 직원들은 고용 이전을 통해 모질라 코퍼레이션에 합류했다. 래스킨은 모질라 랩스(Mozilla Labs)의 사용자 경험 책임자로 임명되었다. 2010년 래스킨은 파이어폭스의 크리에이티브 리드(Creative Lead)로 임명되었다. 그는 유비쿼티와 모바일용 파이어폭스를 포함한 여러 랩 프로젝트에서 일했으며, 지오로케이션 애플리케이션 프로그래밍 인터페이스(API)의 원래 사양을 작성했다.
2010년 래스킨은 모질라 파이어폭스 팀에서 그가 진행한 작업의 결과물인 탭 캔디(Tab Candy)를 선보였다. 탭 캔디는 탭을 공간적으로 정리하여 사용자가 "모든 탭을 한눈에 보고 현재 작업에 집중할 수 있도록" 해주었다.
Computerworld는 탭 캔디의 초기 디자인과 알파 릴리스를 "탭이 발명된 이래 최고의 새 브라우저 기능"이라고 불렀다. 탭 캔디는 파이어폭스 파노라마(Firefox Panorama)로 이름이 바뀌어 초기 파이어폭스 4 릴리스에 (숨겨진 기본값으로) 포함되었지만, 나중에 기본 파이어폭스 패키지에서 제거되어 추가 기능으로 전환되었다.

### 스타트업
래스킨은 Humanized 외에 음악 메타 검색 도구인 송자(Songza)와 골판지로 만든 가구를 판매하는 블록시스(Bloxes)라는 두 개의 회사를 더 설립했다. 송자는 2008년 말 아마존의 지원을 받는 회사인 아미 스트리트(Amie Street)에 인수되었다. 송자는 결국 구글에 인수되어 현재 구글 플레이의 많은 부분을 담당하고 있다. 송자는 또한 분위기 및 활동 기반 재생 목록 생성을 가능하게 하는 역할을 했다.
2010년 말, 래스킨은 모질라를 떠나 매시브 헬스(Massive Health)라는 스타트업을 공동 설립했다. 그의 목표는 건강 유지 목표에 디자인 원칙을 적용하는 것이었다. 2011년, 패스트 컴퍼니(Fast Company)는 이 작업으로 그에게 디자인 마스터(Master of Design) 상을 수여했다. 2012년 4월 16일, 매시브 헬스는 래스킨이 “최고 비전 책임자”로 회사를 이끌 것이라고 발표했다. 2013년, 매시브 헬스는 조본(Jawbone)에 인수되었다.
2017년, 래스킨은 어스 스피시즈 프로젝트(Earth Species Project)를 설립했다. 이 프로젝트는 AI를 사용하여 비인간 커뮤니케이션, 특히 인간-동물 커뮤니케이션을 해독하는 데 중점을 둔 비영리 단체이다. 이 프로젝트는 2020년 NPR 인비지빌리아(Invisibilia) 팟캐스트 에피소드의 주제였다.

### 미디어 및 기타 활동
2018년, 래스킨은 오프 스크린 매거진(Off Screen Magazine)의 표지에 실렸다. 2019년에는 아르스 일렉트로니카의 40주년 기념 전시회에 초청 큐레이터로 선정되었고, 남북한에 대한 전시회에서 자신의 작품을 선보였다.
래스킨은 포브스 30 언더 30에 선정되었고, 패스트 컴퍼니(Fast Company)의 “가장 창의적인 인물” 목록에 포함되었다.

### 기술 사용에 대한 견해
Center for Humane Technology의 공동 설립자 중 한 명으로서, 래스킨은 기술의 윤리적 사용을 옹호하며, 현대 기술이 일상생활과 사회에 미치는 광범위하고 종종 부정적인 영향에 대해 비판적이다. 그는 이 주제에 대해 와이어드 매거진, The Wall Street Journal, 비츠 앤 프레첼스(Bits & Pretzels), 슬러시(Slush), 휴매니티 2.0(Humanity 2.0), 그리고 로리 세골(Laurie Segall)을 위한 강연을 했다.

### 저서

#### 저술
- Raskin, Aza (2007년 7월 13일). 《Never Use A Warning When You Mean Undo》. 《A List Apart》. 2009년 3월 2일에 원본 문서에서 보존된 문서. 2009년 3월 6일에 확인함.
- Raskin, Aza (2006년 10월 24일). 《Death of the Desktop》. The Ajax Experience. 2009년 3월 3일에 원본 문서에서 보존된 문서. 2009년 3월 6일에 확인함.
- Raskin, Aza (2006년 6월 30일). “Collaboration Made Simple with Bracket Notation”. Humanized. 2009년 1월 30일에 원본 문서에서 보존된 문서. 2009년 3월 6일에 확인함.
- Raskin, Aza (January–February 2008). 《The Linguistic Command Line》. 《Interactions》 15 (Association for Computing Machinery). 19–22쪽. doi:10.1145/1330526.1330535. S2CID 7819664.
- Jakobsson, Markus; Myers, Steven, 편집. (2006). 《Phishing and Counter-Measures: Understanding the Increasing Problem of Electronic Identity Theft》. Wiley. 800쪽. ISBN 0-471-78245-9. (기여자)
- Raskin, Aza (2020년 5월 7일). “Growth Teams Have the Tools to Be Coronavirus Anti-Growth Teams”. Wired.

#### 강연
- Raskin, Aza (2007년 5월 4일). 《Away with Applications: The Death of the Desktop》. Google Tech Talk. YouTube. 2021년 12월 15일에 원본 문서에서 보존된 문서. 2009년 3월 6일에 확인함.
- Raskin, Aza (2008년 4월 2일). 《Don't Make Me Click》. Google Tech Talk. YouTube. 2021년 12월 15일에 원본 문서에서 보존된 문서. 2009년 3월 6일에 확인함.
- Raskin, Aza (2018년 12월 7일). 《How to Create Human Protective Technology by Aza Raskin》. Slush. 2020년 1월 14일에 확인함.
- Raskin, Aza (2019년 6월 28일). 《Rebalancing Our Relationship With Tech》. Wired magazine. 2020년 1월 14일에 확인함.
- Raskin, Aza (2018년 7월 2일). 《Silicon Valley Renegades Take On Tech Obsession》. 《The Wall Street Journal》. 2020년 1월 14일에 확인함.
- Raskin, Aza (2019년 7월 2일). 《Aza Raskin from the Center for Humane Technology on the impact of technology on the human condition》. Humanity 2.0. 2020년 1월 14일에 확인함.
- Raskin, Aza (2019년 11월 28일). 《Aza Raskin (Center for Humane Technology): The digital attention crisis》. Bits & Pretzels. 2020년 1월 14일에 확인함.
- Raskin, Aza (2019년 12월 9일). 《Tech's Next Threat: The Weaponization of Loneliness》. 《First Contact with Laurie Segall》 (iHeart Radio). 2020년 1월 14일에 확인함.

## 개인 생활
아자 래스킨은 2015년 8월 웬델렌 리(Wendellen Li)와 결혼했다.

### 인용
1. 1 2  “Center for Humane Technology team members”. 2019년 2월 10일에 확인함.
2. ↑  Jepsen, Mary Lou; Ryan, John (2019년 12월 29일). “Artificial intelligence is helping us talk to animals (yes, really)”. Wired. 2020년 7월 3일에 확인함.
3. ↑  Campofiorito, Matteo (2008년 9월 1일). “Interview with Aza Raskin, Head of User Experience for Mozilla Labs”. 《oneopensource》. 2011년 7월 22일에 원본 문서에서 보존된 문서. 2009년 3월 6일에 확인함.
4. ↑  “Mozilla warns of new phishing scam”. 《Infosecurity Magazine》. 2010년 5월 27일.
5. ↑  Shankland, Stephen (2009년 3월 8일). “Firefox, too, revamping new-tab behavior”. 《CNET News》. 2009년 3월 10일에 확인함.
6. 1 2  Dodds, Laurence (2019년 5월 10일). “'We lost control of our creations': The Silicon Valley heretic on a mission to make Big Tech repent”. 《Telegraph》.
7. ↑  “Your Undivided Attention Podcast”. 《Humane Tech》.
8. ↑  Anon (2018). ““It’s as if they’re taking behavioural cocaine and just sprinkling it all over your interface””. London: BBC.
9. ↑  “Design Principle for consideration: Introducing the Active Audience”. Humane Tech. April 2019.
10. ↑  Newton, Casey (2020년 6월 4일). “What other social networks can learn from Snapchat's rebuke of Trump”. The Verge. 2020년 7월 3일에 확인함.
11. ↑  “Free Speech Is Not the Same As Free Reach”. Wired. 2018.
12. ↑  “Free Speech Is Not the Same As Free Reach”. TechCrunch. 2019년 11월 22일.
13. ↑  Jack Dorsey (2019년 10월 31일). “Twitter”.
14. ↑  Pierce, David (2016년 9월 22일). “VR Headset Makes All Your iPhone Videos 3-D”. 《Wired》.
15. ↑  makespace.fun
16. ↑  Raskin, Jef; Aza Raskin (1994년 9월 13일). 《The Interface Paradox》. BayCHI Monthly Program. 2009년 2월 2일에 원본 문서에서 보존된 문서. 2009년 3월 6일에 확인함.
17. 1 2  Raskin, Aza. “aza's Thoughts - About me”. 2009년 2월 28일에 원본 문서에서 보존된 문서. 2009년 3월 6일에 확인함.
18. ↑  McCarthy, Jack (2005년 2월 28일). “Mac creator Jef Raskin dies of cancer”. 《InfoWorld》. 2005년 3월 3일에 원본 문서에서 보존된 문서. 2008년 3월 6일에 확인함.
19. ↑  humanized.com/enso December 28, 2011
20. ↑  Jakobsson, Markus; Myers, Steven, 편집. (2006). 《Phishing and Counter-Measures: Understanding the Increasing Problem of Electronic Identity Theft》. Wiley. 800쪽. ISBN 0-471-78245-9.
21. ↑  “Tabnapping Web Browser Attack Makes Phishing Easy”. 《eWEEK》. 2010년 5월 25일.
22. ↑  “InformationWeek, serving the information needs of the Business Technology Community”. 《InformationWeek》. 2019년 6월 6일에 확인함.
23. ↑  “Aza Raskin's original disclosure of Tabnabbing”. 2012년 2월 17일에 원본 문서에서 보존된 문서. 2010년 5월 31일에 확인함.
24. ↑  “Context Free Art”. 《www.contextfreeart.org》.
25. ↑  “Algorithm Ink | Aza Raskin”. 《azarask.in》. 2008년 8월 12일에 원본 문서에서 보존된 문서. 2008년 8월 11일에 확인함.
26. ↑  Raskin, Aza (2009년 11월 30일). “Rebooting Britain: Enact beta versions of new laws”. 《Wired UK》 – www.wired.co.uk 경유.
27. ↑  “Aza Raskin at TEDGlobal 2009: Running notes from Session 3”. 2009년 7월 22일.
28. ↑  Raskin, Aza (2008년 1월 16일). “Joining Mozilla”. Humanized. 2008년 1월 20일에 원본 문서에서 보존된 문서. 2009년 3월 6일에 확인함.
29. ↑  Raskin, Aza (2010년 3월 30일). “Firefox Looks Inward For a Creative Boost”. Giga Om. 2010년 4월 3일에 원본 문서에서 보존된 문서. 2010년 4월 5일에 확인함.
30. ↑  Raskin, Aza (2008년 8월 26일). “Introducing Ubiquity”. 모질라 랩스. 2009년 3월 8일에 원본 문서에서 보존된 문서. 2009년 3월 6일에 확인함.
31. ↑  Schonfeld, Erick (2008년 6월 11일). “Zoom, Pan, Throw: A Peek At What Firefox Mobile Could Be”. TechCrunch. 2009년 3월 21일에 원본 문서에서 보존된 문서. 2009년 3월 6일에 확인함.
32. ↑  Popescu, Andrei (2009년 7월 7일). “Geolocation API Specification”. W3C. 2009년 7월 16일에 원본 문서에서 보존된 문서. 2009년 7월 7일에 확인함.
33. ↑  Raskin, Aza. “Tab Candy: Making Firefox Tabs Sweet”. 2010년 8월 23일에 원본 문서에서 보존된 문서. 2010년 8월 19일에 확인함.
34. ↑  Gralla, Preston (2010년 8월 26일). “Firefox 4 Beta 4 opens a new Panorama”. 《Computerworld》.
35. ↑  “836758 - Convert Panorama into an add-on”. 《bugzilla.mozilla.org》. 2013년 8월 1일에 원본 문서에서 보존된 문서. 2013년 8월 26일에 확인함.
36. ↑  Wenzel, Elsa (2008년 3월 7일). “Cardboard key to a 'green' office space”. 《CNET News》. 2009년 3월 6일에 확인함.
37. ↑  “Interview with Amie Street: Why Keep Acquisition of Songza a Secret?”. 《Bub.licio.us》. 2011년 3월 9일에 원본 문서에서 보존된 문서. 2009년 5월 14일에 확인함.
38. ↑  “This Is What It Feels Like When Google Buys Your Startup”. 《Business Insider》. 2014년 8월 3일.
39. ↑  “A $50 device turns any video into a 3D experience — and is a terrifying way to watch 'Game of Thrones'”. 《Yahoo》. 2016년 10월 1일.
40. ↑  Aza Raskin. “Leaving Mozilla, Starting Massive Health”. 2015년 2월 6일에 원본 문서에서 보존된 문서. 2010년 12월 17일에 확인함.
41. ↑  Myers, Courtney Boyd (2010년 12월 14일). “Aza Raskin Leaves Mozilla to Start Massive Health”. 《The Next Web》.
42. ↑  at 11:41, Kelly Fiveash December 15, 2010. “Firefox UI man quits Mozilla for new health-conscious venture”. 《www.theregister.co.uk》.
43. ↑  “Fast Company Dedicates October Issue to "The United States of Design"”. 《www.fastcompany.com》. 2011년 9월 14일.
44. ↑  “Massive Health CEO and Co-Founder Sutha Kamal departs company. Co-Founder Aza Raskin succeeds him”. 《thenextweb.com》. 2012년 4월 16일.
45. ↑  Velazco, Chris (2013년 2월 4일). “Jawbone Acquires Mobile Health Startup Massive Health In Big Talent Acquisition”. 《TechCrunch》. 2016년 8월 18일에 확인함.
46. ↑  “Earth Species Project”.
47. ↑  Yoder, Kate (2020년 3월 25일). “Starved for human voices? Listen to a podcast about whale songs and climate change.”. Grist. 2020년 7월 3일에 확인함.
48. ↑  “Two Heartbeats A Minute”. NPR. 2020년 4월 10일. 2020년 7월 3일에 확인함.
49. ↑  Calma, Justine (2020년 3월 6일). “Go listen to this podcast about decoding the songs of whales”. The Verge. 2020년 7월 3일에 확인함.
50. ↑  “Aza Raskin”. 《Off Screen magazine》. 20호. 2018.
51. ↑  “Gallery between North and South Korea features exhibition by art professor Jimin Lee”. 《UC Santa Cruz》. 2018년 7월 6일.
52. ↑  Lee, Jimin (2019년 1월 15일). “Jimin Lee: To the Edge and Back”. 《Issuu》.
53. ↑  “Aza Raskin, Co-founder, Massive Health, 27”. 《Forbes and Inc 30 under 30》. 2020년 1월 14일에 원본 문서에서 보존된 문서.
54. ↑  “Aza Raskin”. 《Fast Company》.
55. ↑  “Rebalancing Our Relationship With Tech”. Wired magazine. 2019년 6월 28일.
56. ↑  “Silicon Valley Renegades Take On Tech Obsession”. 《The Wall Street Journal》. 2018년 7월 2일.
57. ↑  “Aza Raskin (Center for Humane Technology): The digital attention crisis”. Bits & Pretzels. 2019년 11월 28일.
58. ↑  “How to Create Human Protective Technology by Aza Raskin”. Slush. 2018년 12월 7일.
59. ↑  “Aza Raskin from the Center for Humane Technology on the impact of technology on the human condition”. Humanity 2.0. 2019년 7월 2일.
60. ↑  “Tech's Next Threat: The Weaponization of Loneliness”. 《First Contact with Laurie Segall》. iHeart. 2019년 12월 9일.
61. ↑  The Georgian, January 2016.

### 참고 자료
- Mossberg, Walter S. (2007년 1월 25일). “For Those Nostalgic For Typed Commands, Enso Does a Nice Job”. 《The Wall Street Journal》. 2009년 3월 16일에 원본 문서에서 보존된 문서. 2009년 3월 6일에 확인함.
- de Avila, Joseph (2008년 3월 2일). “Former DJ Tests Music Sites”. 《The Wall Street Journal》. 2009년 2월 2일에 원본 문서에서 보존된 문서. 2009년 3월 6일에 확인함.
- Meyer, Ann (2007년 2월 12일). “A simpler approach to computers”. 《Chicago Tribune》. 2009년 3월 16일에 원본 문서에서 보존된 문서. 2009년 3월 6일에 확인함.
- Blitstein, Ryan (2008년 2월 15일). “Software You Shouldn't Ever Notice”. 《비즈니스위크》. 2008년 10월 10일에 원본 문서에서 보존된 문서. 2009년 3월 6일에 확인함.
- Norman, Donald (May–June 2007). 《The next UI breakthrough: command lines》. 《Interactions》 14 (Association for Computing Machinery). 44–45쪽. doi:10.1145/1242421.1242449. S2CID 34245709. 2009년 2월 21일에 원본 문서에서 보존된 문서. 2009년 3월 6일에 확인함.
- 《Crafting a Revolution》. 《Ubiquity》 5 (Association for Computing Machinery). July 21–27, 2004. 2009년 3월 16일에 원본 문서에서 보존된 문서. 2009년 3월 6일에 확인함.
- “Archy - ny måde at bruge computeren på”. 《Harddisken》 (덴마크어) (DR). 2005년 10월 22일. 2009년 2월 1일에 원본 문서에서 보존된 문서. 2009년 3월 6일에 확인함.
- “Interview: Ubiquity, Mozilla's magic mashup maker”. 《TechRadar》 (Future plc). 2008년 9월 10일. 2009년 2월 2일에 원본 문서에서 보존된 문서. 2009년 3월 6일에 확인함.
- Schwan, Ben (2007년 3월 14일). “Heutige Computer halten uns doch nur von unserer Arbeit ab”. 《테크놀로지 리뷰 (German edition)》 (독일어). 2007년 12월 15일에 원본 문서에서 보존된 문서. 2009년 3월 6일에 확인함.
- Ha, Anthony (2008년 8월 27일). “Mozilla Labs' Aza Raskin talks about the big picture for Ubiquity”. 2009년 3월 12일에 원본 문서에서 보존된 문서. 2009년 3월 6일에 확인함.
- Exploratorium (2019). 〈Aza Raskin〉. 《The Art of Curiosity: 50 Visionary Artists, Scientists, Poets, Makers & Dreamers Who Are Changing the Way We See Our World》. Weldon Owen. ISBN 9781681889993.
- Bird, Matt (2020년 3월 24일). “Brendan Doherty, Aza Raskin, Rick Ridgeway, Greg Medcraft, Lynn Paine, and John Edelman Deliver Ethical Transformations in Business Panel at the Vatican”. Equities.